# Ronde van Italië 2003
In 2003 ging de 86e Giro d'Italia op 10 mei van start in Lecce. Hij eindigde op 1 juni in Milaan. Er stonden 171 renners verdeeld over 19 ploegen aan de start. Hij werd gewonnen door Gilberto Simoni.
Aantal ritten: 21

Totale afstand: 3476.5 km

Gemiddelde snelheid: 38.828 km/h

Aantal deelnemers: 170
| Eindklassement       |                             |              |
| Algemeen klassement  | Gilberto Simoni             | 89h 32' 09"  |
| Tweede               | Stefano Garzelli            | + 7' 06"     |
| Derde                | Jaroslav Popovytsj          | + 7' 11"     |
| Vierde               | Andrea Noè                  | + 9' 24"     |
| Vijfde               | Georg Totschnig             | + 9' 42"     |
| Zesde                | Raimondas Rumšas            | + 9' 50"     |
| Zevende              | Dario Frigo                 | + 10' 50"    |
| Achtste              | Serhij Hontsjar             | + 14' 14"    |
| Negende              | Franco Pellizotti           | + 14' 26"    |
| Tiende               | Eddy Mazzoleni              | + 19' 21"    |
| (Ned)                | Koos Moerenhout (53e)       | + 1h 41' 09" |
| (Bel)                | Tom Stremersch (69e)        | + 2h 12' 00" |
| Rode Lantaarn        | Salvatore Scamardella (97e) | + 3h 04' 15" |
| Puntenklassement     | Gilberto Simoni             | 154 punten   |
| Tweede               | Stefano Garzelli            | 154 punten   |
| Derde                | Ján Svorada                 | 137 punten   |
| Bergklassement       | Freddy González             | 100 punten   |
| Tweede               | Gilberto Simoni             | 78 punten    |
| Derde                | Constantino Zaballa         | 65 punten    |
| Intergiro klassement | Magnus Bäckstedt            | 50h 20' 37"  |
| Tweede               | Ján Svorada                 | + 2' 02"     |
| Derde                | Constantino Zaballa         | + 2' 26"     |
| Ploegenklassement    | Lampre                      | 269h 37' 37" |
| Tweede               | Saeco                       | + 1' 08"     |
| Derde                | Alessio                     | + 5' 46"     |

## Belgische en Nederlandse prestaties
In totaal namen er 7 Belgen en 2 Nederlanders deel aan de Giro van 2003.

### Belgische etappezeges
- In 2003 was er geen Belgische etappezege in de Giro.

### Nederlandse etappezeges
- In 2003 was er geen Nederlandse etappezege in de Giro.

## Etappeuitslagen
winnaars · 
roze trui · 
  puntenklassement · 
  bergklassement · 
 jongerenklassement · 
 intergiro · 
 ploegenklassement · 
 strijdlust · 
 zwarte trui
Giro d'Italia Next Gen · Giro Donne · Cima Coppi
 Belgische rozetruidragers · etappewinnaars
 Nederlandse rozetruidragers · etappewinnaars
Mannen:
1909 · 
1910 · 
1911 · 
1912 · 
1913 · 
1914 · 
1919 · 
1920 · 
1921 · 
1922 · 
1923 · 
1924 · 
1925 · 
1926 · 
1927 · 
1928 · 
1929 · 
1930 · 
1931 · 
1932 · 
1933 · 
1934 · 
1935 · 
1936 · 
1937 · 
1938 · 
1939 · 
1940 · 
1946 · 
1947 · 
1948 · 
1949 · 
1950 · 
1951 · 
1952 · 
1953 · 
1954 · 
1955 · 
1956 · 
1957 · 
1958 · 
1959 · 
1960 · 
1961 · 
1962 · 
1963 · 
1964 · 
1965 · 
1966 · 
1967 · 
1968 · 
1969 · 
1970 · 
1971 · 
1972 · 
1973 · 
1974 · 
1975 · 
1976 · 
1977 · 
1978 · 
1979 · 
1980 · 
1981 · 
1982 · 
1983 · 
1984 · 
1985 · 
1986 · 
1987 · 
1988 · 
1989 · 
1990 · 
1991 · 
1992 · 
1993 · 
1994 · 
1995 · 
1996 · 
1997 · 
1998 · 
1999 · 
2000 · 
2001 · 
2002 · 
2003 · 
2004 · 
2005 · 
2006 · 
2007 · 
2008 · 
2009 · 
2010 · 
2011 · 
2012 · 
2013 · 
2014 · 
2015 · 
2016 · 
2017 · 
2018 · 
2019 · 
2020 · 
2021 · 
2022 · 
2023 · 
2024 · 
2025
Vrouwen:
1988 · 
1989 · 
1990 · 
1991 ·
1992 ·
1993 · 
1994 · 
1995 · 
1996 · 
1997 · 
1998 · 
1999 · 
2000 · 
2001 · 
2002 · 
2003 · 
2004 · 
2005 · 
2006 · 
2007 · 
2008 · 
2009 · 
2010 · 
2011 · 
2012 ·
2013 · 
2014 ·
2015 ·
2016 ·
2017 ·
2018 ·
2019 ·
2020 ·
2021 ·
2022 ·
2023 ·
2024 ·
2025